# Anton Dolin
Sir Anton Dolin, all'anagrafe Sydney Francis Patrick Chippendall Healey-Kay (Slinfold, 27 luglio 1904 – Parigi, 25 novembre 1983) è stato un ballerino e coreografo britannico.

## Biografia
Secondo figlio del giocatore di cricket Henry George Kay e della moglie Helen Maude Chippendall Healey, Anton Dolin iniziò a studiare danza alla scuola londinese di Serafina Astafieva. Nel 1921 fu scritturato dai Balletti russi di Sergej Pavlovič Djagilev – di cui fu protetto e amante – diventando primo ballerino della compagnia nel 1924. Durante gli anni trentafu primo ballerino del Vic-Wells Ballet, dove conobbe la prima ballerina Alicia Markova, con cui fondò il Markova-Dolin Ballet e il London Festival Ballet. Nel 1940 si unì al Ballet Theatre di New York e rimase con la compagnia per sei anni in veste di ballerino e coreografo.

## Filmografia parziale
- Forbidden Territory, regia di Phil Rosen (1934)
- Arrivò l'alba (Never Let Me Go), regia di Delmer Daves (1953)
- Nijinsky, regia di Herbert Ross (1980)